# Antonio Maceo Grajales

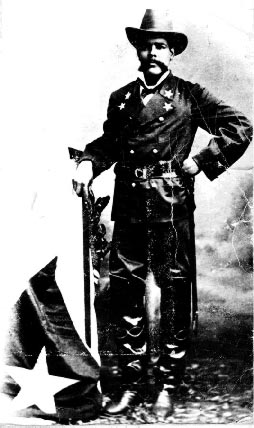
Antonio Maceo Grajales

Antonio de la Caridad Maceo y Grajales (ur. 14 czerwca 1845 w Santiago de Cuba, zm. 7 grudnia 1896 pod Punta Brava) był zastępcą dowódcy Kubańskiej Armii Wyzwoleńczej.
Rodacy obdarzyli go przydomkiem „Tytan z brązu” (hiszp.:El Titan de Bronce), który odnosił się do jego koloru skóry, postury i prestiżu, jaki uzyskał wśród Kubańczyków. Hiszpanie nazywali go „Większym lwem” (El Leon mayor). Maceo należał do grona najważniejszych przywódców ruchów wyzwoleńczych w XIX-wiecznej Ameryce Łacińskiej. Pod względem zdolności militarnych dorównywał wenezuelskiemu przywódcy powstańczemu, José Antonio Páezowi.

## Młodość
Maceo był synem wenezuelskiego plantatora i handlarza produktami rolniczymi, Marcosa Maceo oraz Mariany Grajales y Coello, Kubanki pochodzenia afrykańskiego. W roku 1823 jego ojciec przeprowadził się z Caracas (Wenezuela) do Santiago de Cuba. Niektórzy znajomi Marcosa Maceo również opuścili Amerykę Południową. Antonio Maceo y Grajales urodził się na wsi, niedaleko Santiago de Cuba. Ojciec nauczył go posługiwać się bronią, a matka wpoiła mu zasady dyscypliny. Matczyna dyscyplina w znacznym stopniu wpłynęła na kształtowanie się jego charakteru. Znalazła później odbicie w czynach Maceo jako przywódcy wojskowego.
W wieku szesnastu lat Maceo rozpoczął pracę w przedsiębiorstwie ojca. Dostarczał mu towarów i zaopatrzenia. Wykazywał się zdolnością do interesów oraz dobrą znajomością zasad uprawy roli. Jako najstarszy z synów państwa Maceo, przejął po ojcu obowiązki kierownicze. Później, to doświadczenie przywódcze zaowocowało zdobyciem przez Antoniego Maceo rangi generała. Maceo interesował się aktualnymi wydarzeniami politycznymi i uczestniczył w spotkaniach lóż masońskich. Ideologia Wolnomularstwa Kubańskiego przesiąknięta była zasadami rewolucji francuskiej: „Wolność, Równość i Braterstwo”. Kubańscy masoni za swoje wytyczne przyjęli: „Boga, Rozsądek i Cnotę”.

## Wojna dziesięcioletnia (1868-1878)
Około 24 października 1868, dwa tygodnie po rozpoczęciu rebelii przeciwko Hiszpanii przez -Carlosa Manuela de Céspedesa, Maceo, wraz ze swoim ojcem i braćmi, wstąpił w szeregi powstańców. Mariana Grajales udała się wraz ze swoją rodziną do manigua (pokryte gęstymi lasami doliny), by wspierać mambises (tak w XIX wieku nazywano kubańskich powstańców). W momencie wybuchu wojny dziesięcioletniej, członkowie rodziny Maceo nosili stopnie szeregowych. W ciągu następnych pięciu miesięcy, Antonio Maceo awansował do stopnia majora, a w ciągu kilku kolejnych tygodni – doszedł do rangi podpułkownika.
Niebawem miał miejsce jego awans na pułkownika. Pięć lat później, ze względu na odwagę oraz fakt wymanewrowania armii hiszpańskiej, Antonio Maceo otrzymał stopień generała brygady. Maceo uczestniczył w ponad 500 bitwach. Niemniej jednak, pochodzenie z niższej warstwy społecznej oraz kolor skóry opóźniły znacząco jego awans do stopnia generała majora. W sztabie dowódczym powstańców dostrzec można było tendencje rasistowskie oraz segregację ze względu na status społeczny. Wielu spośród przywódców rebelii wywodziło się z rodów arystokratycznych bądź burżuazyjnych. Podwładni Antoniego Maceo nazywali go „Tytanem z Brązu”, gdyż wyróżniał się on wyjątkową siłą fizyczną oraz odpornością na rany po kulach i rany cięte. W czasie trwania kampanii wyleczył ponad 25 ran poniesionych na przestrzeni ok. 500 bitew. Liczne obrażenia nie pozbawiły go jednak woli dowodzenia wojskiem.
Maceo, jako dowódca i strateg, cieszył się szczególnym uznaniem i podziwem dominikańskiego przywódcy, Máximo Gómeza, który objął dowodzenie nad Kubańską Armią Wyzwoleńczą. Zastosowana przez Gomeza innowacja w sztuce walki, polegająca na wykorzystaniu maczet zamiast hiszpańskich mieczy i karabinów (po części ze względu na deficyt broni palnej i amunicji) została wkrótce przejęta przez Maceo.
Antonio Maceo odmówił udziału w buncie miast Lagunas da Varona i Santa Rita. Wskutek jego odmowy doszło do rozpadu integralności armii wyzwoleńczej. Coraz wyraźniejsza stawała się tendencja ku regionalizmowi. Zupełnie inny sposób dowodzenia preferował Vicente Garcia. Unikał on heroicznych czynów w pierwszej linii frontu. Wolał poświęcić się planowaniu kampanii na tyłach. Poza tym opowiadał się za samodzielnością poszczególnych regionów kraju w walce o niepodległość. Projekty Garcii, pełne błędów i nieścisłości, zostały odrzucone przez Maceo, gdy ten pierwszy poprosił go o pomoc w ustanowieniu „Nowego Rządu Rewolucyjnego”.
Regionalizm, podziały regionalne i brak dyscypliny przyczyniły się do osłabienia impetu rewolucji, z czego skorzystał przede wszystkim hiszpański generał Arsenio Martínez Campos y Antón. Jako człowiek honoru, proponował on powstańcom gwarancje pokojowe, amnestię dla rebeliantów oraz reformy prawne, w zamian za zawieszenie walk, które ciągnęły się niemal od dziesięciu lat. Równocześnie, rząd hiszpański przeprowadzał koncentrację nowych wojsk w celu otoczenia słabnącej armii rewolucyjnej.
Antonio Maceo był jednym z oficerów, którzy odmówili podpisania paktu w Zanjón, kończącego wojnę dziesięcioletnią. 15 marca 1878 r. razem ze swoimi zwolennikami udał się on na spotkanie z generałem Arsenio Martinezem Camposem, którego celem było uzgodnienie warunków pokoju. Maceo oświadczył, że niemożliwe jest ustanowienie trwałego pokoju, póki nie zostanie osiągnięty którykolwiek z celów wojny. Jego głównymi postulatami były: zniesienie niewolnictwa na Kubie oraz przyznanie wyspie niepodległości. Jedyne widoczne od razu efekty porozumienia z Zanjon stanowiły: amnestia dla uczestników powstania oraz wolność dla czarnych żołnierzy z „armii wyzwoleńczej”. Maceo nie godził się z postanowieniami traktatu i nie przekonywała go nawet obietnica amnestii. Postanowił udać się na spotkanie z Martinezem (nazwano je „Protestem z Baragua”), gdy otrzymał od innego oficera kubańskiego list, z propozycją urządzenia zasadzki na hiszpańskiego generała. Przywódca powstańców odrzucił plan i oświadczył, że „nie chce zwycięstwa, jeżeli ma być ono zdobyte w sposób niehonorowy.”
Po zakończeniu okresu rozejmu (który miał trwać kilka dni), Maceo wznowił walki. By ocalić jego życie, rząd Republiki Kubańskiej zlecił mu zadanie zebrania pieniędzy, broni oraz żołnierzy, potrzebnych do zorganizowania odsieczy za granicą. Starania Antoniego Maceo okazały się jednak nieskuteczne, gdyż większość z przebywających na emigracji zwolenników powstania czuła konsternację z powodu paktu w Zanjon.
Pod koniec roku 1879 Maceo wraz z generałem Calixto Garcią Iniguezem przygotowywali w Nowym Jorku plany nowej inwazji na Kubę. Wzniecili tzw. małą wojnę. Maceo osobiście nie uczestniczył w walkach. Najwyższym dowódcą powstańców ogłosił Calixto Garcię. Chciał w ten sposób uniknąć rozdźwięków na tle uprzedzeń rasistowskich, które hiszpańska propaganda celowo podsycała w armii powstańczej. Hiszpanie starali się wmówić Kubańczykom, że Maceo dąży do wywołania wojny przeciwko białym Kubańczykom. Głoszona przez nich propaganda przyczyniła się do pogorszenia reputacji Maceo.

## Korzystny okres zawieszenia broni (1879-1895)
Przez pewien czas Maceo przybywał na Haiti. Władze hiszpańskie wydały nakaz jego aresztowania i prowadziły poszukiwania. Maceo padł nawet ofiarą kilku prób zamachu, które przeprowadzili hiszpańscy wysłannicy. Później przeniósł się na Jamajkę, a potem zdecydował się na dłużej osiąść w prowincji Guanacaste w Kostaryce. Prezydent Kostaryki powierzył mu jednostkę wojskową w armii kostarykańskiej i ofiarował mu niewielką posiadłość. W tym czasie kontaktował się z nim José Martí. Przekonywał Antoniego Maceo, by wzniecić kolejne powstanie, które do historii przeszło pod nazwą Guerra del 95. Marti określił tę kampanię mianem „wojny koniecznej”.
Maceo, wzbogacony doświadczeniem i wiedzą z wcześniej nieudanej rewolucji, w krótkotrwałej, ale intensywnej wymianie korespondencji z Martim, wskazywał na liczne przeszkody w osiągnięciu sukcesu militarnego. Przypominał o przyczynach częściowej klęski w wojnie dziesięcioletniej. Marti odpowiedział mu swoją szablonową dewizą: „wojsko, zgoda; ale państwo, państwo obroniło swoją godność”. Udało mu się przekonać Maceo, że jeśli plany wojenne zostaną dobrze przygotowane, istnieją niemałe szanse na zwycięstwo. Maceo zażądał, by naczelne dowództwo spoczęło w rękach Gomeza. Jego kandydatura została bez zastrzeżeń przyjęta przez delegata Kubańskiej Partii Rewolucyjnej (Marti’ego). W Kostaryce miała miejsce kolejna nieudana próba zabójstwa Maceo. Strzelano do niego, gdy wychodził z teatru. Jako że Maceo również był uzbrojony, zamach miał przykre skutki dla napastników.

## Wojna o niepodległość Kuby
W roku 1895 Maceo, razem z Florem Crombetem oraz grupą niższych oficerów, wylądował na Kubie w pobliżu miasta Baracoa (na wschodnim brzegu wyspy). Po odparciu hiszpańskiego ataku, udał się w pobliskie góry. Po wielu trudnościach, zdołał zgromadzić niewielki kontyngent uzbrojonych bojowników, do których wkrótce dołączyli rebelianci z regionu Santiago de Cuba. W posiadłości „La Mejorana” Maceo uczestniczył w historycznym spotkaniu z Gomezem i Martim, w trakcie którego pokłócił się z Martim w kwestii powiązań pomiędzy ruchami militarnymi a rządem cywilnym. Maceo opowiadał się przeciwko ustanowieniu takich związków. Jednak Marti, dogłębniej zorientowany w sytuacji, wyrecytował swoją słynną formułkę.
Kilka dni później Marti poległ podczas bitwy pod Dos Rios (niedaleko miejsca łączenia się koryt rzek Contramaestre i Cauto).
Gdy Gomez został głównodowodzącym Kubańskiej Armii Wyzwoleńczej, Maceo otrzymał stanowisko generała porucznika (zastępcy dowódcy). Maceo i Gomez, stojący na czele dwóch kolumn mambises, rozpoczęli swój marsz w Mangos de Baragua. Doskonale wywiązali się oni z zadania zdobycia zachodniej Kuby. W ciągu 96 przemaszerowali bądź przejechali ponad 1000 mil. Kilka miesięcy później, 10 października 1896 r., po rozbiciu oddziałów hiszpańskich w Hawanie i pod Pinar del Rio, Maceo wyruszył do Mantui, na zachodnim krańcu Kuby. Niejednokrotnie pokonywał przeważające pod względem liczebności i wyposażenia siły hiszpańskie (niekiedy nawet pięciokrotnie większe od oddziałów rewolucyjnych).
Wykorzystując zamiennie taktykę walk partyzanckich oraz otwartych bitew, Maceo i Gomez wyczerpali hiszpańską armię, składającą się z 250 tys. żołnierzy. Ich oddziały przemierzyły całą wyspę, często przedzierając się przez szlaki, mury i ogrodzenia ustawione przez Hiszpanów w celu powstrzymania partyzantów. Rebelianci radzili sobie z przytłaczającą techniczną oraz liczebną wyższością wojsk królewskich. Dobra koordynacja i spójność oddziałów kubańskich wynikała z faktu, że Maximo Gomez wprowadził przejrzystą i jasną strukturę dowodzenia. Wszystkich generałów majorów podporządkował Antoniemu Maceo, swojemu oficerowi wykonawczemu.
Wcześniej, w okresie wojny dziesięcioletniej, nieudaną próbę inwazji na zachodnią Kubę przeprowadził generał Henry Reeve. Jego siły zostały rozbite pomiędzy wschodnią częścią prowincji Matanzas, a zachodnią częścią prowincji Hawana. Reeve zginął w toku bitwy. W tamtym czasie Maceo i Reeve współpracowali ze sobą pod wspólną komendą Maximo Gomeza.
Nastroje niepodległościowe oraz okrucieństwo hiszpańskich wojskowych skłoniło mieszkańców obszarów wiejskich z zachodniej części wyspy do udzielenia wsparcia Kubańskiej Armii Wyzwoleńczej. Z tego powodu hiszpański kapitan Valeriano Weyler założył obozy koncentracyjne dla ludności kubańskiej. Setki tysięcy chłopów przymusowo sprowadzano do miast; głównie do Hawany, Pinar del Rio oraz Matanzas, a także do kilku mniejszych miast w wymienionych trzech prowincjach. W obozach koncentracyjnych, podobnych do tych budowanych później przez nazistów w Europie, zmarła prawie jedna trzecia mieszkańców kubańskich wsi. Wbrew oczekiwaniom Weylera, utworzenie obozów zachęciło wiele osób do wstąpienia do Armii Wyzwoleńczej, gdyż woleli oni zginąć w walce niż – z głodu. W roku 1896, po spotkaniu z Gomezem w Hawanie (przebywszy po raz kolejny szlak z Mariel do Majany przez Zatokę Mariel), Maceo powrócił na przedpola miasta Pinar del Rio, gdzie jego oddziały uczestniczyły w krwawej walce z przeważającymi siłami hiszpańskich generałów, którzy wcześniej zasłynęli zwycięstwami w Afryce i na Filipinach. Ponadto Hiszpanie wspierani byli dostawami artylerii oraz nowoczesnej broni dla piechoty. Po rozbiciu ich w górach zachodniej Kuby, Maceo skierował się na wschód z zamiarem udania się do Las Villas bądź Camagüey. Tam zamierzał się spotkać z Gomezem i opracować wspólnie plan dalszych działań wojennych. Chciał również doprowadzić do porozumienia pomiędzy rządem rewolucyjnym oraz wojskiem powstańczym w dwóch zasadniczych kwestiach: awansu dla oficerów Armii Wyzwoleńczej oraz międzynarodowego wsparcia dla Kubańczyków. Maceo potrzebował pomocy ekonomicznej, dostarczenia ładunków broni oraz amunicji z Europy, a nawet – ze Stanów Zjednoczonych. Jednak zdecydowanie sprzeciwiał się możliwości amerykańskiej interwencji wojskowej na Kubie.

## Śmierć
Plany spotkania z Gomezem oraz rządem rewolucyjnym nie ziściły się. Podczas pobytu w mieście Punta Brava, Maceo maszerował w stronę posiadłości San Pedro w towarzystwie swoich osobistych ochroniarzy (trzech mężczyzn), lekarza z jego kwatery głównej, generała José Miró Argentera oraz niewielkiego oddziału, składającego się z ok. dwudziestu żołnierzy.
Gdy próbowali oni przełamać parkan w celu ułatwienia przemarszu oddziałów konnych, napotkali hiszpańską kolumnę, która otworzyła do nich ogień. Maceo odniósł dwie rany postrzałowe. Jedna kula trafiła go w klatkę piersiową, a druga – rozbiła mu szczękę i przeszła przez czaszkę. Ze względu na intensywność ostrzału, towarzysze Antoniego Maceo nie mogli podnieść go z ziemi i przenieść w bezpieczne miejsce. Przy rannym pozostał jedynie porucznik Francisco Gomez (zwany Panchito), syn Maximo Gomeza. Porucznik stawił czoła hiszpańskiej kolumnie, by zwłoki jego dowódcy nie dostały się w ręce Hiszpanów. Żołnierze królewscy oddali w jego stronę kilka strzałów, po czym dobili go maczetami. Następnie porzucili zwłoki, nie wiedząc na dobrą sprawę, do kogo należały.
Następnego dnia ciała Antoniego Maceo i Panchito zabrał z pola bitwy pułkownik Aranguren z Hawany, który dowiedziawszy się o incydencie, natychmiast udał się na miejsce potyczki. Zwłoki rebeliantów pochowano na farmie należącej do dwóch braci, którzy przyrzekli, że utrzymają miejsce pochówku w tajemnicy aż do dnia uzyskania przez Kubę niepodległości, gdy będzie możliwe oddanie bohaterowi należnych mu honorów wojskowych. Obecnie szczątki Antonio Maceo Grajalesa oraz Francisco Gomeza Toro znajdują się w Cacahual, nieopodal posiadłości San Pedro. Mauzoleum to jest miejscem pielgrzymek Kubańczyków.

## Dziedzictwo
Maceo był nie tylko zasłużonym żołnierzem oraz działaczem kubańskiego ruchu niepodległościowego, ale również wpływowym politykiem i strategiem. Z jego dorobku czerpał m.in. Jose Marti. Jako członek loży masońskiej, Maceo sygnował swoją korespondencję dewizą: „Bóg, Rozsądek i Cnota”. Podobno jego życiowe motto brzmiało: „Moje powinności względem kraju, wynikające z moich przekonań politycznych przekraczają wszelkie ludzkie możliwości; poprzez swoje starania powinienem stanąć na piedestale wolności bądź zginąć w walce za odkupienie mej ojczyzny.” (3 listopada 1890). Marti powiedział kiedyś, że „Dusza Maceo jest równie silna jak jego ręce.”
Jeśli chodzi o poglądy polityczne, Maceo wielokrotnie wyrażał swoje poparcie dla ustroju republikańskiego. Uważał, że należy dążyć do takiej formy rządów, która zapewni całemu narodowi „wolność, równość i braterstwo”. Często powoływał się na dobrze znane, ale nigdy nie zastosowane, hasła rewolucji francuskiej. Opowiadał się za ustanowieniem sprawiedliwości społecznej. Podczas krótkiego pobytu w Santiago de Cuba (w okresie zawieszenia broni), Maceo został zaproszony na kolację. Gdy wznoszono toast, pewien mężczyzna wyraził życzenie, by Stany Zjednoczone anektowały Kubę i by uczyniły z niej”...kolejną gwiazdę w swojej konstelacji...” Maceo, urażony, odpowiedział: „Młody człowieku, uważam, że byłaby to jedyna okazja, gdybym mógł stanąć do walki ramię w ramię z Hiszpanami.” Przewidując ekspansyjną politykę Stanów Zjednoczonych, Maceo napisał w swoim liście do jednego z towarzyszy broni: „Ktokolwiek spróbuje zawładnąć Kubą, dostanie proch jej ziemi przesiąknięty krwią; oczywiście, jeżeli sam nie polegnie.” Maceo był całkowicie przekonany o niechybnym tryumfie Kubańskiej Armii Wyzwoleńczej.